# Chi Linnonnenklooster
Chi Linnonnenklooster is een boeddhistisch nonnenklooster in Diamond Hill, New Kowloon (Hongkong). Het klooster werd gesticht in 1934 en herbouwd in de jaren negentig van de vorige eeuw in de stijl en met gebruik van de traditionele technieken van de Tang-dynastie. Dit betekent onder meer dat de houten tempelgebouwen zijn opgebouwd op een houten geraamte zonder het gebruik van metalen spijkers.
Het tempelcomplex bevat behalve de tuin en het nonnenklooster ook de boeddhistische basisschool en de boeddhistische middelbare school Chi Lin, winkels en een vegetarisch restaurant. De tempel en tuin voor het klooster zijn voor het publiek geopend en gratis te bezoeken.
Het Chi Linnonnenklooster huist beelden van Sakyamuni Boeddha, de godin van het mededogen Guanyin en andere bodhisattva's. Deze beelden zijn gemaakt van goud, klei, hout en steen.

## Ontwerpdetails
Het Chi Lin-klooster gebruikt de traditionele Tang-dynastie-architectuur met een ontwerp gebaseerd op een Sukhavati-tekening in de Mogao-grotten. Het is volledig gebouwd met cipressenhout en is momenteel 's werelds grootste handgemaakte houten gebouw. Deze constructie is gebaseerd op traditionele Chinese architecturale technieken waarbij gebruik wordt gemaakt van speciale in het hout gesneden in elkaar grijpende systemen om ze op hun plaats te houden. De traditionele Chinese architectuurschool gebruikt dit soort techniek om de harmonie van de mensheid met de natuur te demonstreren. Het complex met 16 zalen, een bibliotheek, een school, een pagode, een klokkentoren en een drumtoren heeft een oppervlakte van meer dan 33.000 vierkante meter. De Chi Lin kloostergebouwen zijn de enige gebouwen die in deze stijl in het moderne Hongkong zijn gebouwd.
Als resultaat van het nieuwe lichtontwerpproject zijn op de begane grond en op het dak kleine spots geïnstalleerd, terwijl de onderste toegangstrap is verlicht door ledstrips in de leuning.